# 迈科烯
MXene是材料科学中的一类二维无机化合物。这些材料由几个原子层厚度的过渡金属碳化物、氮化物或碳氮化物构成。它最初于2011年报道，由于MXene材料表面有羟基或末端氧，它们有着过渡金属碳化物的金属导电性。

## 结构
通过HF蚀刻制备的合成的MXene具有类似手风琴形态，它们是多层MXene（ML-MXene），或少于5层时称作薄层MXene（FL-MXene）。由于MXene的表面可以接上官能团，Mn+1XnTx（其中T为官能团，O、F、OH）可以按照通常的方式命名。

## 制备
可以通过侵蚀MAX相来制备MXene，刻蚀液中通常含有氟离子，如氢氟酸（HF）、氟化氢铵（NH4HF2）或盐酸（HCl）与氟化锂（LiF）的混合物。例如，在HF水溶液中于室温腐蚀Ti3AlC2，可以选择性地清除A原子（Al），而碳化物层的表面产生了末端O、OH和（或）F原子。
Ti4N3是目前唯一报道已经合成的MXene氮化物材料，和MXene碳化物材料有着不同的制备方法。为合成Ti4N3，MAX相的Ti4AlN3和共熔氟化物（氟化锂、氟化钠、氟化钾）需要经过高温处理。这种方法可以侵蚀铝，留下多层的Ti4N3，再将其浸入四丁基氢氧化铵溶液中超声，可以分为单层或薄层（few layers）。